# Luís Filipe Vieira
Luís Filipe Ferreira Vieira (São Domingos de Benfica,Lisboa, 22 de junho de 1949) é um empresário e dirigente desportivo português, conhecido por ter sido presidente do Sport Lisboa e Benfica, de 3 de novembro de 2003 a 15 de julho de 2021.

## Biografia
Começou a trabalhar com 14 anos como paquete, mais tarde iniciando uma atividade por conta própria, sendo empresário primeiro na área dos pneus e mais tarde no imobiliário.
Luís Filipe Vieira foi eleito a 3 de Novembro de 2003 como 33.º presidente do Benfica.
Empenhou-se no relançamento e reconstrução do clube, sendo um dos responsáveis pela construção do novo Estádio da Luz e pelo novo centro de estágios do Seixal.
Em 2016 tornou o clube no 21.º mais lucrativo da Europa.
Durante os seus mandatos, a equipa principal de futebol do clube conquistou as Primeiras Ligas de 2004/2005, 2009/2010, 2013/2014, 2014/2015, 2015/2016 ,2016/2017 e 2018/2019 as Taças de Portugal de 2003/2004, 2013/2014 e 2016/2017 as Taças de Liga de 2008/2009, 2009/2010, 2010/2011, 2011/2012, 2013/2014, 2014/2015 e 2015/2016, e as Supertaças Cândido de Oliveira de 2005, 2014, 2016, 2017 e 2019  tendo sido por duas vezes consecutivas finalista vencido da Liga Europa de 2012/2013 e 2013/2014.
Foi reeleito para um segundo mandato a 27 de outubro de 2006. Três anos depois, a 3 de Julho de 2009, foi reeleito para um terceiro mandato, tendo vencido o seu adversário Bruno Costa Carvalho com 91,74% dos votos, depois de ter demitido a direção para provocar eleições antecipadas.
A 26 de outubro de 2012, Filipe Vieira foi reeleito presidente do Benfica com 83,02% dos votos, contra 13,83% de Rui Rangel e 3,15% de votos brancos. Quarenta e dois dias depois, a 7 de dezembro, Vieira tornou-se no presidente com mais tempo de mandato na história do clube, ultrapassando Bento Mântua.
Em 2014, o clube alcançou um triplete inédito no futebol português ao ganhar a Primeira Liga, a Taça de Portugal e a Taça da Liga, sendo que repetiu a presença na final da Liga Europa da UEFA (visto que no ano anterior também lá tinha ido) e meses mais tarde ganhou a Supertaça Cândido de Oliveira, tendo vencido portanto todas as provas nacionais (feito inédito) num ano. A época 2014/15 foi particularmente bem-sucedida uma vez que o Benfica ganhou 64 títulos no total (1 internacional, 41 nacionais e 22 regionais) em desportos, escalões e géneros diferentes.
Em 27 de outubro de 2016, foi reeleito presidente do SL Benfica para um quinto mandato, com 95,52% dos votos, não tendo tido adversários no acto eleitoral.
A 19 de Janeiro de 2021 foi noticiado que testou positivo ao COVID-19 durante a pandemia de COVID-19 em Portugal, sendo um dos 17 elementos do clube aos quais os testes deram resultados positivos.
No dia 7 de Julho de 2021 foi detido para interrogatório juntamente com o seu filho Tiago Vieira, empresário José Manuel dos Santos e o agente desportivo Bruno Macedo. Acusado de lesar o Novo Banco, o Estado Português e a Benfica SAD em mais de 100 milhões de euros, em supostos crimes praticados desde 2014 até a altura da detenção.
No dia 15 de Julho de 2021 demitiu-se da Presidência do Benfica e da Benfica SAD devido às acusações resultantes da Operação Cartão Vermelho..

### Operação LEX
Em 2020, Luís Filipe Vieira foi acusado do crime de recebimento indevido de vantagem, no contexto da Operação LEX, juntamente com 16 outros arguidos. As circunstâncias desta acusação influenciaram a sua campanha de reeleição como presidente do Benfica, nomeadamente, através da exclusão do primeiro-ministro de Portugal, António Costa e do presidente da câmara municipal de Lisboa, Fernando Medina da sua comissão de honra. O dirigente declarou ainda a sua intenção de abandonar o cargo, caso seja condenado. Paralelamente, é ainda arguido na Operação Saco Azul.
Apesar da polémica em torno do dirigente, em 28 de outubro de 2020 foi reeleito para a presidência do clube encarnado, com cerca de 62% dos votos. No discurso de vitória, reiterou que seria o seu último mandato à frente do Benfica.
Esta investigação debruçou-se sobre as atividades ilícitas de Rui Rangel (ex-juiz desembargador, demitido na sequência desta Operação), acusado de montar um esquema para vender a sua influência em processos judiciais, com o apoio de vários advogados. O empresário José Veiga foi também acusado de ter pago centenas de milhares de euros para Rui Rangel o ajudar em alguns processos judiciais, um dos quais, um caso de fraude fiscal, em que tinha sido condenado.
O presidente do Benfica foi acusado de ter usado a influência de Rangel para tentar resolver uma ação de uma sociedade do seu universo empresarial que estava pendente no Tribunal Administrativo e Fiscal de Sintra. Esta acusação debruçou-se sobre a impugnação de um adicional de 1,6 milhões de euros exigidos pelas Finanças, a título de mais-valias. Luís Filipe Vieira foi acusado de ter pago a ajuda de Rangel com bilhetes para a bancada presidencial do Estádio da Luz, além de viagens e estadias para o então magistrado assistir a jogos do Benfica no estrangeiro.
Em setembro de 2020, durante a sua campanha para reeleição do cargo de presidente do Benfica, Luis Filipe Vieira apresentou a sua comissão de honra, que incluía diversas personalidades relevantes, das quais se destacavam o primeiro-ministro de Portugal, António Costa, e o presidente da câmara municipal de Lisboa, Fernando Medina. Perante as várias críticas dirigidas a ambos, pelo seu apoio ao dirigente (nomeadamente, por este estar a ser investigado numa operação criminal de grande mediatismo), incluindo o Presidente da República Portuguesa, Marcelo Rebelo de Sousa, ambos foram excluídos desta comissão.

## Palmarés no Benfica
Palmarés no Benfica (Futebol, principais modalidades de pavilhão e Atletismo — apenas títulos oficiais e em seniores [1ª divisão] masculinos):